# Coupetz
Coupetz är en kommun i departementet Marne i regionen Grand Est (tidigare regionen Champagne-Ardenne) i nordöstra Frankrike. Kommunen ligger i kantonen Écury-sur-Coole som tillhör arrondissementet Châlons-en-Champagne. År 2022 hade Coupetz 84 invånare.

## Befolkningsutveckling
Antalet invånare i kommunen Coupetz
| Referens: INSEE |